# هنرمندگردان
موسسات یا فضاهای هنری هنرمند‌گردان (به انگلیسی: artist-run space) گالری یا فضای هنری یا موسسه‌ای است که توسط هنرمندان اداره یا هدایت می‌شود، که اغلب ساختارهای مراکز هنری عمومی، موزه‌ها یا گالری‌های تجاری را دور می‌زند و امکان اجرای یک برنامه آزمایشی‌تر را فراهم می‌کند.